# しんかいぎょのまち
「しんかいぎょのまち」は、NHKの音楽番組『みんなのうた』で、2018年12月～2019年1月に放送された楽曲。作詞：すずきかなこ、作曲：徳山美奈子、編曲：谷口尚久、歌：和央ようか。